# Skiöldska huset

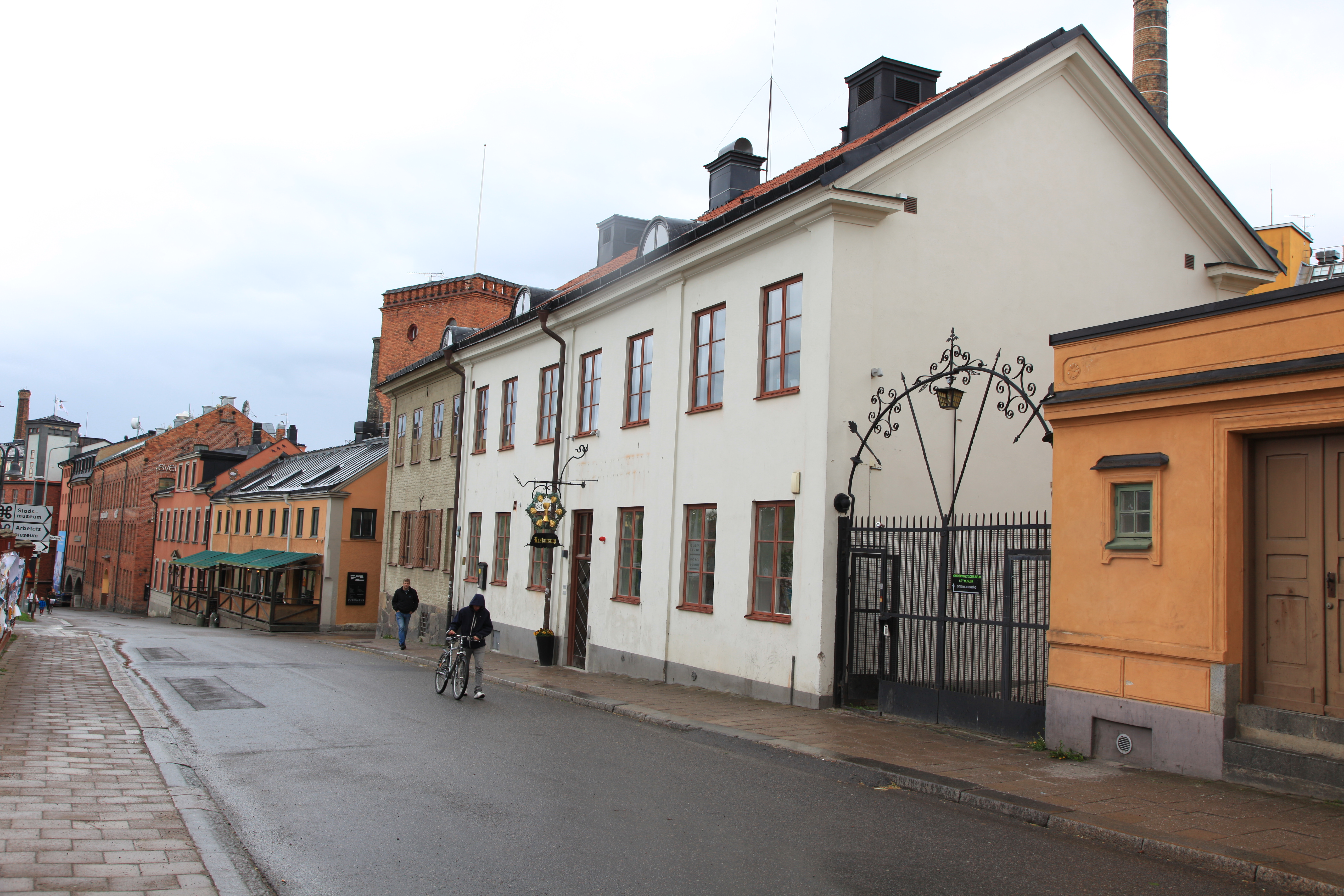
Västgötegatan österut, med Knäppingen

Skiöldska gården, alternativt Bergsbrogården, är en byggnad belägen på Västgötegatan i Norrköping.
Byggnaden ligger i kvarteret Bergsbron och är numera en del av Norrköpings stadsmuseum. Den äldsta delen, bostadsdelen, uppfördes i trä 1812 efter en tidigare eldsvåda 1811. Den östra delen, verkstadsdelen, uppfördes i tegel 1826 på grunden till en äldre byggnad. Husets dåvarande ägare var då textilfabrikören J.G. Fagerström.
1928 byggdes den östra delen om till restaurang och festlokal benämnd "Knäppingen". År 1970 köptes fastigheten av kommunen och donerades sedan till Stadsmuseet. 
Arkitekt var Knut Pihlström.